# Цепнино
Цепнино — деревня в Петушинском районе Владимирской области России, входит в состав Нагорного сельского поселения.

## География
Деревня расположена в 17 км на северо-запад от города Покров и в 36 км на северо-запад от райцентра города Петушки.

## История
В середине XII — начале XIII веков территория принадлежала Ростово-Суздальскому княжеству. Существовала ли деревня в это время, неизвестно.
В ревизских сказках 1—10 ревизий 1719—1858 годов называлось сельцом, но о господских домах упоминаний нет.
В конце XIX — начале XX века деревня входила в состав Аргуновской волости Покровского уезда, с 1926 года — в составе Овчининской волости Александровского уезда.
С 1929 года деревня являлась центром Цепнинского сельсовета Киржачского района, с 1940 года — в составе Барсковского сельсовета, с 1945 года — в составе Покровского района, с 1954 года — в составе Панфиловского сельсовета, с 1960 года в составе Петушинского района, с 2005 года — в составе Нагорного сельского поселения.
С 1893 года в деревне располагался кирпичный завод дворян Ильи Дмитриевича и Марии Дмитриевны Мухановых. По данным на 1900 год, на заводе работало 6 рабочих.
К юго-востоку от деревни располагается Цепниноское болото. В 1950-х — 1990-х годах к нему проходила отдельная ветка узкоколейной железной дороги Электрогорского торфопредприятия: Электрогорск — Ляпино — Желудево. Ветка разобрана примерно в 1993 году. Мост через реку Шередарь уничтожен зимой 2004 года.

### Владельцы деревни
1624 год. Алексей Юрьевич Сицкий (боярин, князь). Вотчина получена от царя Михаила Фёдоровича за оборону Москвы в 1618 году.

1645 год. Глеб Иванович Морозов (боярин). Получил аргуновскую вотчину в приданое за первой женой, княжной Авдотьей Алексеевной Сицкой.

1662—1672 гг. Вдова и сын Глеба Ивановича Морозова: Федосья Прокопьевна Морозова (умерла в ссылке в Боровском монастыре) и Иван Глебович Морозов (1650—1672 гг.).

1672 год. После смерти Ивана Глебовича Морозова вотчина отошла в Дворцовый приказ.

1677 год. Иван Петрович Савёлов (думный дворянин, стольник, полковник, родной брат Иоакима (Патриарха Московского)). Получено по разделу с братьями.

1697 год. Леонтий Михайлович Глебов (стольник). Купил у И. П. Савёлова или же получил его в приданое за женой Марией Ивановной (урождённой Савёловой).

1710 год. Антон Иванович Савёлов (сын Ивана Петровича Савёлова). Отсудил у Л. М. Глебова и продал Петру Тимофеевичу Савёлову (полковник, муж Афимьи).

1719 год. Пётр Тимофеевич Савёлов (полковник, муж Афимьи).

1747 год. Пётр Тимофеевич Савёлов (поручик, муж Екатерины Ивановны).

1747 год. Клеопатра Фёдоровна Колычева (жена Николая Ивановича Колычева).

1763 год. Пётр Тимофеевич Савёлов (коллежский асессор).

1782 год. Николай Иванович Колычев (коллежский асессор).

1789 год. Екатерина Ивановна Савёлова (вдова П. Т. Савёлова). По купчей у Н. И. Колычева и по наследству от покойного мужа.

1791 год. Аграфена Петровна Савёлова (в замужестве Глазова, дочь Екатерины Ивановны Савёловой).

1795 год. Аграфена Петровна Глазова (жена генерал-майора героя Очаковского штурма П. М. Глазова).

1805 год. Варвара Алексеевна Филимонова (гвардии капитанша). Приобрела по купчей у А. П. Глазовой.

1811 год. Она же.

1816 год. Она же.

1820 год. Фёдор Ильич Ладыженский (прапорщик). Приобрел по купчей от В. А. Филимоновой.

1821 год. Александра Петровна Валуева (действительная статская советница, урождённая Ладыженская, племянница Ф. И. Ладыженского). Приобрела по купчей у Ф. И. Ладыженского.

1834 год. Малолетние Пётр, Анна и Елизавета Валуевы; при опекунах, их отце Валуеве Степане Петровиче (действительном статском советнике) и Николае Ивановиче Трубецком (коллежском советнике, камергере, князе).

1847 год. Пётр Степанович Валуев (юнкер, сын А. П. Валуевой). Получено по разделу с сестрой Елизаветой Степановной (в замужестве Мухановой).

1858 год. Он же. Уже поручик.

1862 год. Елизавета Степановна Муханова (урождённая Валуева, жена генерал-майора Ильи Дмитриевича Муханова). Поместье получено по уставной грамоте.

## Население
По данным на 1857 год — в деревне 33 двора, жителей мужского пола 134, женского 146.

1859 году — 41 двор.

1905 году — 51 двор.

1926 году — 68 дворов.
| 1859 | 1905 | 1926 | 2002 | 2010 | 2021 |
| ---- | ---- | ---- | ---- | ---- | ---- |
| 260  | ↗350 | ↘347 | ↘3   | ↗4   | ↘0   |